# Julia Louis-Dreyfus
Julia Scarlett Elizabeth Louis-Dreyfus (/ˈluːi ˈdraɪfəs/ LOO-ee-DRY-fəss;  born January 13, 1961) là một nữ diễn viên, diễn viên hài và nhà sản xuất người Mỹ. Cô được biết đến với vai diễn trong loạt phim truyền hình hài kịch Saturday Night Live (1982–1985), Seinfeld (1989–1998), The New Adventures of Old Christine (2006–2010) và Veep (2012–2019). Cô là một trong những nữ diễn viên đoạt nhiều giải thưởng nhất trong lịch sử truyền hình Hoa Kỳ, cô đã nhận được nhiều giải Primetime Emmy và Giải thưởng Screen Actors Guild Awards hơn bất kỳ nghệ sĩ biểu diễn nào khác, cân bằng Cloris Leachman (với tám) cho nhiều giải thưởng diễn xuất nhất.
Louis-Dreyfus lấn sân sang lĩnh vực hài kịch với tư cách là một nghệ sĩ biểu diễn trong The Practical Theater Company ở Chicago, Illinois, dẫn đến việc cô tham gia chương trình phác thảo Saturday Night Live từ năm 1982 đến năm 1985. Bước đột phá của cô đến vào năm 1990 với vở kịch Elaine Benes kéo dài chín mùa trên Seinfeld, một trong những bộ phim sitcom thành công về mặt thương mại và phê bình nhất mọi thời đại. Các vai diễn truyền hình khác của cô bao gồm Christine Campbell trong The New Adventures of Old Christine, bộ phim đã chiếu 5 mùa trên CBS; và Selina Meyer trong Veep, chiếu trong bảy mùa trên HBO. Các vai diễn trong phim của cô bao gồm Hannah and Her Sisters (1986), National Lampoon's Christmas Vacation (1989), Deconstruct Harry (1997), và Enough Said (2013). Cô cũng lồng tiếng cho các bộ phim hoạt hình A Bug's Life (1998), Planes (2013) và Onward (2020). Vào năm 2021, cô bắt đầu đóng vai Valentina Allegra de Fontaine trong The Falcon and the Winter Soldier, và dự định sẽ đóng lại vai diễn của cô trong bộ phim năm 2024 Thunderbolts.
Louis-Dreyfus đã nhận được mười một giải Emmy, tám cho diễn xuất và ba cho sản xuất. Cô cũng đã nhận được một giải Quả cầu vàng, chín giải của Hiệp hội diễn viên màn ảnh, năm giải phim hài của Mỹ và hai giải thưởng truyền hình do nhà phê bình lựa chọn. Louis-Dreyfus đã nhận được một ngôi sao trên Đại lộ Danh vọng Hollywood vào năm 2010 và được giới thiệu vào Đại sảnh Danh vọng của Học viện Truyền hình vào năm 2014. Năm 2016, Time vinh danh Louis-Dreyfus là một trong 100 người có ảnh hưởng nhất thế giới ở hạng mục nghệ sĩ. trong danh sách Time 100 hàng năm. Năm 2018, cô nhận được Giải thưởng Mark Twain cho Hài hước Hoa Kỳ, do Trung tâm Kennedy trao tặng là danh hiệu hài kịch cao nhất của Hoa Kỳ.

## Danh sách phim

### Điện ảnh
| Not yet released | Biểu thị các tác phẩm chưa được phát hành |

| Năm  | Tiêu đề                               | Vai diễn                      | Ghi chú                   |
| ---- | ------------------------------------- | ----------------------------- | ------------------------- |
| 1986 | Troll                                 | Jeanette Cooper               |                           |
| 1986 | Hannah and Her Sisters                | Mary                          |                           |
| 1986 | Soul Man                              | Lisa Stimson                  |                           |
| 1989 | National Lampoon's Christmas Vacation | Margo Chester                 |                           |
| 1993 | Jack the Bear                         | Peggy Etinger                 |                           |
| 1994 | North                                 | North's Mother                |                           |
| 1997 | Fathers' Day                          | Carrie Lawrence               |                           |
| 1997 | Deconstructing Harry                  | Leslie                        |                           |
| 1998 | A Bug's Life                          | Crown Princess Atta           | Voice                     |
| 2012 | Picture Paris                         | Ellen Larson                  | Short film; also producer |
| 2013 | Planes                                | Rochelle                      | Voice                     |
| 2013 | Enough Said                           | Eva                           |                           |
| 2020 | Downhill                              | Billie Stanton                | Also producer             |
| 2020 | Onward                                | Laurel Lightfoot              | Voice                     |
| 2021 | Black Widow                           | Valentina Allegra de Fontaine | Cameo                     |
| 2024 | Thunderbolts                          | Valentina Allegra de Fontaine | In Production             |
| TBA  | Beth & Don                            | Beth                          | Filming                   |
| TBA  | Tuesday                               | TBA                           | Post-production           |
| TBA  | You People                            | TBA                           | Post-production           |

### Truyền hình
| Năm           | Tiêu đề                             | Vai diễn                      | Ghi chú                                                               |
| ------------- | ----------------------------------- | ----------------------------- | --------------------------------------------------------------------- |
| 1982–1985     | Saturday Night Live                 | Nhiều nhân vật                | 57 episodes                                                           |
| 1987          | The Art of Being Nick               | Rachel                        | 1 episode                                                             |
| 1988          | Family Ties                         | Susan White                   | 1 episode                                                             |
| 1988–1989     | Day by Day                          | Eileen Swift                  | 33 episodes                                                           |
| 1989–1998     | Seinfeld                            | Elaine Benes                  | 177 episodes                                                          |
| 1992          | Dinosaurs                           | Heather Worthington (voice)   | 1 episode                                                             |
| 1995          | The Single Guy                      | Tina                          | 1 episode                                                             |
| 1996          | London Suite                        | Debra Dolby                   | Television film                                                       |
| 1997          | Hey Arnold!                         | Miss Felter (voice)           | Episode: "Crush on Teacher"                                           |
| 1997          | Dr. Katz, Professional Therapist    | Julia (voice)                 | Episode: "Ben Treats"                                                 |
| 1999          | Animal Farm                         | Mollie (voice)                | Television film                                                       |
| 1999          | Blue's Clues                        | Julia                         | 1 episode                                                             |
| 2000          | Geppetto                            | The Blue Fairy                | Television film                                                       |
| 2000–01, 2009 | Curb Your Enthusiasm                | Chính mình                    | 8 episodes                                                            |
| 2001–2008     | The Simpsons                        | Gloria (voice)                | 3 episodes                                                            |
| 2002–2003     | Watching Ellie                      | Ellie Riggs                   | 19 episodes; also producer                                            |
| 2004–2005     | Arrested Development                | Maggie Lizer                  | 4 episodes                                                            |
| 2005          | The Fairly OddParents               | Blonda (voice)                | 1 episode                                                             |
| 2006–2010     | The New Adventures of Old Christine | Christine Campbell            | 88 episodes; also producer in season 5                                |
| 2006–07, 2016 | Saturday Night Live                 | Chính mình                    | 3 episodes, host                                                      |
| 2010          | 30 Rock                             | Liz Lemon                     | Episode: Live Show                                                    |
| 2012–2019     | Veep                                | Selina Meyer                  | 65 episodes; also executive producer                                  |
| 2012          | Web Therapy                         | Shevaun Haig                  | 1 episode                                                             |
| 2015          | Inside Amy Schumer                  | Chính mình                    | 1 episode                                                             |
| 2019          | Archibald's Next Big Thing          | Astronaut Monkey (voice)      | 1 episode                                                             |
| 2021          | The Falcon and the Winter Soldier   | Valentina Allegra de Fontaine | 2 episodes                                                            |
| 2021          | Marvel Studios: Assembled           | Chính mình                    | Phim tài liệu; Tập: "The Making of The Falcon and the Winter Soldier" |